# Лужин, Фёдор Фёдорович
Фёдор Фёдорович Лу́жин (1695—1727) — русский геодезист и картограф.

## Биография
Учился в Школе математических и навигацких наук в Москве и в геодезическом классе Морской академии в Петербурге (до 1718). В 1719—1721 годах вместе с И. М. Евреиновым участвовал в картографировании Камчатки и Курильских островов; в 1723—1724 — проводил съёмки в Восточной Сибири. В 1725—1727 годах участвовал в 1-й Камчатской экспедиции Витуса Беринга.

## Память
В его честь назван пролив в Курильской гряде и бухта в Тауйской губе.